# Emiliano Techera
Francisco Emiliano Techera Bergalo  (Maldonado, 16 de diciembre de 1994) es un futbolista uruguayo que juega como lateral derecho en Juticalpa de la Liga Nacional de Honduras.

## Trayectoria

### Atenas de San Carlos
Comenzó la temporada 2013/14 con Atenas de San Carlos en Segunda División. Debutó como profesional el 23 de noviembre de 2013, en un enfrentamiento contra Huracán, ingresó en sustitución de Maximiliano Sigales y ganaron 2 a 0. 
Para la temporada 2014/15, consiguieron su ascenso a Primera División.
Debutó en Primera División el 14 de febrero de 2015 en el partido ante River Plate, ingresó al minuto 17 en reemplazo de Hernán Petryk y ganaron 5 a 2.

### Juticalpa
El 2 de enero de 2019, Emiliano fue anunciado como fichaje del Juticalpa, como refuerzo para afrontar el Torneo Clausura 2019 en Honduras.

## Estadísticas
Actualizado al 3 de febrero de 2019.
Último partido citado: Juticalpa 0 - 1 Marathón
| Atenas de San Carlos · Uruguay | 2ª            | 2013/14       | 8  | 0 | 0 | 0 | 0 | 0 | 8  | 0 |  |  |  |  |  |
| Atenas de San Carlos · Uruguay | 1ª            | 2014/15       | 8  | 0 | 0 | 0 | 0 | 0 | 8  | 0 |  |  |  |  |  |
| Atenas de San Carlos · Uruguay | 2ª            | 2015/16       | 17 | 0 | 0 | 0 | 0 | 0 | 17 | 0 |  |  |  |  |  |
| Atenas de San Carlos · Uruguay | 2ª            | 2016          | 9  | 0 | 0 | 0 | 0 | 0 | 9  | 0 |  |  |  |  |  |
| Atenas de San Carlos · Uruguay | 2ª            | 2017          | 18 | 0 | 0 | 0 | 0 | 0 | 18 | 0 |  |  |  |  |  |
| Atenas de San Carlos · Uruguay | 1ª            | 2018          | 26 | 1 | 0 | 0 | 0 | 0 | 26 | 1 |  |  |  |  |  |
| Atenas de San Carlos · Uruguay | Total club    | Total club    | 86 | 1 | 0 | 0 | 0 | 0 | 86 | 1 |  |  |  |  |  |
| Juticalpa Honduras             | 1ª            | 2018/19       | 2  | 0 | 0 | 0 | 0 | 0 | 2  | 0 |  |  |  |  |  |
| Juticalpa Honduras             | Total club    | Total club    | 2  | 0 | 0 | 0 | 0 | 0 | 2  | 0 |  |  |  |  |  |
| Total carrera                  | Total carrera | Total carrera | 88 | 1 | 0 | 0 | 0 | 0 | 88 | 1 |  |  |  |  |  |
|                                |               |               |    |   |   |   |   |   |    |   |  |  |  |  |  |